# Verrue
Verrue é uma comuna francesa na região administrativa da Nova Aquitânia, no departamento de Vienne. Estende-se por uma área de 28,44 km². Em 2010 a comuna tinha 394 habitantes (densidade: 13,9 hab./km²).